# Mahina (Polinesia francese)
Mahina è un comune di 14.369 abitanti in Polinesia francese nell'isola di Tahiti nelle Isole del Vento.
Il 3 giugno 1769 sbarcò a Mahina James Cook a Punta Venere, da dove vide il transito di Venere dalla Terra, da cui il nome.